# 新别拉亚农村居民点
新别拉亚农村居民点（俄语：Новобелянское сельское поселение）是俄罗斯联邦沃罗涅日州坎捷米罗夫卡区所属的一个农村居民点。其下辖有1个居民点，行政中心为新别拉亚。据2016年统计，该农村居民点的人口为1372人。